# Procolpia
Procolpia is een geslacht van rechtvleugeligen uit de familie Romaleidae. De wetenschappelijke naam van dit geslacht is voor het eerst geldig gepubliceerd in 1873 door Stål.

## Soorten
Het geslacht Procolpia omvat de volgende soorten:
- Procolpia centurio Rehn, 1955
- Procolpia cyanoptera Gerstaecker, 1873
- Procolpia emarginata Serville, 1831
- Procolpia inclarata Walker, 1870
- Procolpia lankesteri Rehn, 1955
- Procolpia minor Giglio-Tos, 1894
- Procolpia regalis Bolívar, 1909
- Procolpia sphingiformis Stoll, 1813